# Contea di Missaukee
La contea di Missaukee, in inglese Missaukee County, è una contea dello Stato del Michigan, negli Stati Uniti. La popolazione al censimento del 2000 era di 14 478 abitanti. Il capoluogo di contea è Lake City.